# Salmo farioides
 Salmo farioides  ist eine Fischart aus der Familie der Lachsfische (Salmonidae), die auf dem Balkan vom Zrmanja bis zum Mornos (Kroatien, Bosnien und Herzegowina, Montenegro, Albanien, Mazedonien) und möglicherweise im griechischen Alfios, dem Hauptfluss der Halbinsel Peloponnes, vorkommt. 

## Merkmale
Salmo farioides erreicht eine Länge von bis zu 30 Zentimetern, wobei 44 bis 50 % der Standardlänge vor der Rückenflosse und 73 bis 80 % vor der Afterflosse liegen. Die Kiemenreuse weist 18 bis 21 Dornen auf. Verschiedene Populationen unterscheiden sich morphologisch, weshalb die Art möglicherweise polyphyletisch ist.

## Lebensweise
Die Art besiedelt Stromschnellen und schnellfließende, klare, kalte Bäche sowie Gebiete um Wasserfälle. Über die Lebensweise ist fast nichts bekannt. Die Art gilt als gering gefährdet.